# Tour de Yorkshire
Le Tour de Yorkshire est une course cycliste par étapes disputée au Royaume-Uni. Dès sa création en 2015, elle fait partie de l'UCI Europe Tour, en catégorie 2.1.  En 2020, elle intègre l'UCI ProSeries, le deuxième niveau du cyclisme international.
Depuis 2015, une course féminine est également organisée. La course est organisée par Amaury Sport Organisation (ASO).
Les éditions 2020 et 2021 ont été annulées en raison de la pandémie de maladie à coronavirus,.

## Palmarès
| Année | Vainqueur            | Deuxième          | Troisième        |                  |
| ----- | -------------------- | ----------------- | ---------------- | ---------------- |
| 2015  | Lars Petter Nordhaug | Samuel Sánchez    | Thomas Voeckler  |                  |
| 2016  | Thomas Voeckler      | Nicolas Roche     | Anthony Turgis   |                  |
| 2017  | Serge Pauwels        | Omar Fraile       | Jonathan Hivert  |                  |
| 2018  | Greg Van Avermaet    | Eduard Prades     | Serge Pauwels    |                  |
| 2019  | Christopher Lawless  | Greg Van Avermaet | Eddie Dunbar     |                  |
| 2020  | annulé/abandonné     | annulé/abandonné  | annulé/abandonné | annulé/abandonné |
| 2021  | annulé/abandonné     | annulé/abandonné  | annulé/abandonné | annulé/abandonné |